# Enrichetta Carafa Capecelatro
Enrichetta Carafa Capecelatro, nota anche con lo pseudonimo di Duchessa d'Andria (Torino, 12 settembre 1863 – Napoli, 5 marzo 1941), è stata una poetessa, scrittrice e traduttrice italiana.

## Biografia
Enrichetta Capecelatro nacque a Torino nel 1863 da una nobile famiglia napoletana, amica di Antonio Ranieri, Antonio Fogazzaro, Alessandro Manzoni e Niccolò Tommaseo. Trasferitasi a Firenze, allora capitale d'Italia, studiò sotto Giambattista Giuliani (1818–1884), uno dei più grandi dantisti dell'Ottocento, che le insegnò la letteratura. Nel 1885 la Capecelatro si sposò a Napoli con Riccardo Carafa, conte di Ruvo, duca di Andria e senatore del Regno nel 1904. Nel 1892 entrò a far parte dell'Accademia Pontaniana. Morì nella città partenopea il 5 marzo 1941.
Iniziò a scrivere all'età di sedici anni componendo poesie, poi raccolte in più pubblicazioni con il medesimo titolo di Rime. Scrisse anche romanzi, molti dei quali direttamente in francese. Rovine di stelle fu il romanzo che ebbe il maggior successo al momento della pubblicazione. Tradusse anche autori russi come Tolstoj, Gogol', Dostoevskij, Čechov e Puškin, firmandosi con lo pseudonimo Duchessa d'Andria.

## Opere
- Proverbi dichiarati ai fanciulli per mezzo dei racconti (1878)
- Diario dantesco tratto dalla Divina Commedia (1881)
- Rime (1889)
- Rime (1892)
- Commemorazione di Francesco Proto, duca di Maddaloni, in Atti dell'Accademia Pontaniana, XXIII (1893)
- Rime (1897)
- La morte di Budda, in «Flegrea», III (1901)
- Miettes (1906)
- Les contes de la duchesse (1906)
- Fiabe (1906)
- Le favole comuni e meravigliose (1918-1920)
- Il miracolo (1922)
- Alcune considerazioni intorno al romanzo Guerra e pace di Leone Tolstoi (1925)
- Spigolature nietzschiane (1925)
- Rovine di stelle (1928)
- Una famiglia napoletana nell'Ottocento (1928)
- Storia di una casa di campagna: la villa delle ginestre e Giacomo Leopardi (1934)